# Гроджиск Велкополски
Гро̀джиск Велкопо̀лски (на полски: Grodzisk Wielkopolski; на немски: Grätz) е град в Полша, Великополско войводство. Административен център е на Гроджиски окръг, както и на градско-селската Гроджиска община. Заема площ от 18,21 км2.